# Trofeo Martini&Rossi
Para la competición de carácter amistoso, véase Copa Martini&Rossi
El Trofeo Martini&Rossi era un título honorífico que desde 1949 y hasta mediados de los años 1960 se entregaba al equipo que lograba el mayor número de goles efectivos a favor -diferencia de goles marcados y recibidos- de la Primera División de la Liga española de fútbol. Debía su nombre al patrocinio de la empresa Martini & Rossi. 
El premio se otorgaba anualmente, al finalizar la temporada. El trofeo quedaba en propiedad del club que lograse proclamarse campeón tres años seguidos o cinco alternos.

## Palmarés
| Temporada | Ganador            | Dif. Goles |
| --------- | ------------------ | ---------- |
| 1948-49   | Valencia CF        | 31         |
| 1949-50   | Valencia CF        | 28         |
| 1950-51   | Atlético de Madrid | 37         |
| 1951-52   | FC Barcelona       | 49         |
| 1952-53   | FC Barcelona       | 39         |
| 1953-54   | FC Barcelona       | 35         |
| 1955-56   | Athletic Club      | 48         |
| 1956-57   | Real Madrid        | 39         |
| 1957-58   | Real Madrid        | 45         |
| 1958-59   | FC Barcelona       | 70         |
| 1959-60   | FC Barcelona       | 58         |
| 1960-61   | Real Madrid        | 64         |
| 1961-62   | FC Barcelona       | 35         |
| 1962-63   | Real Madrid        | 50         |
| 1963-64   | Real Madrid        | 38         |

El FC Barcelona logró el trofeo en propiedad en 1954 (tras ganarlo tres veces seguidas) y el Real Madrid en 1964 (tras lograr cinco trofeos).